# 淺灘黑鱸
淺灘黑鱸為輻鰭魚綱鱸形目鱸亞目太陽魚科黑鱸屬的其中一種，分布於北美洲美國阿巴拉契科拉生態區的淡水流域，體長可達61公分，屬肉食性，可作為遊釣魚。

## 擴展閱讀
維基物種上的相關：淺灘黑鱸